# Glen Powell
Glen Thomas Powell Jr. (Texas, 1988. október 21.–) amerikai színész, író és filmproducer.
Karrierjét televíziós vendégszereplésekkel és olyan filmekben játszott kisebb szerepekkel kezdte, mint A sötét lovag – Felemelkedés (2012) és a The Expendables – A feláldozhatók 3. (2014). Az áttörést Chad Radwell szerepében érte el a Fox Scream Queens – Gyilkos történet (2015–2016) című horror-vígjátéksorozatában.
John Glenn űrhajóst formálta meg A számolás joga (2016) című életrajzi drámában, illetve főszereplőként tűnt fel A szerelem asszisztensei (2018) című filmben.

## Élete és pályafutása
A texasi Austinban született. Az Austin északnyugati részén található Westwood High Schoolban végzett, amely a Round Rock Independent School Districthez tartozik.
Kezdetben Antonio Banderas és Sylvester Stallone oldalán dolgozott a Kémkölykök 3-D – Game Over című filmben. 2007-ben, még az első főiskolai éve előtt Powell szerepet kapott a  Denzel Washington által rendezett és főszereplésével készült Érvek és életek filmdrámában.
Mióta Los Angelesbe költözött, olyan televíziós sorozatokban játszott, mint a Scream Queens: Gyilkos történet, Into the West, Jack és Bobby, CSI: Miami helyszínelők, NCIS – Tengerészeti helyszínelők, Nyomtalanul, Született detektívek és a The Lying Game, valamint a The Expendables – A feláldozhatók 3., a Pofázunk és végünk Miamiban, a Sex Ed, Bízz a szerelemben és a A sötét lovag – Felemelkedés című játékfilmekben.
Finnegan szerepét játszotta az Everybody Wants Some!!! című filmben (Richard Linklater Tökéletlen idők című filmjének kvázi folytatásában), amelyet Austinban forgattak, és 2016. március 30-án mutatott be a Paramount. Zoey Deutch oldalán játszott a Netflixes A szerelem asszisztensei című romantikus filmvígjátékban.

## Filmográfia

### Film
| Év   | Magyar cím                           | Eredeti cím                                       | Szerep                  | Magyar hang     |
| ---- | ------------------------------------ | ------------------------------------------------- | ----------------------- | --------------- |
| 2003 | Kémkölykök 3-D – Game Over           | Spy Kids 3-D: Game Over                           | hosszú ujjú fiú         |                 |
| 2005 | A Wendell Baker balhé                | The Wendell Baker Story                           | Travis, az újságos srác |                 |
| 2006 | Megetetett társadalom                | Fast Food Nation                                  | Steve                   |                 |
| 2007 | Érvek és életek                      | The Great Debaters                                | Preston Whittington     |                 |
| 2009 |                                      | Jumping Off Bridges                               | Eric Turner             |                 |
| 2009 | Mi a gond velem?                     | The Hottest State                                 | John Jaegerman          | Előd Álmos      |
| 2012 |                                      | J.A.W.                                            | Aiden                   |                 |
| 2012 | A sötét lovag – Felemelkedés         | The Dark Knight Rises                             | kereskedő               |                 |
| 2012 | Bízz a szerelemben                   | Stuck in Love                                     | jóképű srác             | Szalay Csongor  |
| 2013 |                                      | Red Wing                                          | Francis Riley           |                 |
| 2014 | The Expendables – A feláldozhatók 3. | The Expendables 3                                 | Thorn                   | Horváth Illés   |
| 2014 |                                      | Sex Ed                                            | JT                      |                 |
| 2015 |                                      | Wind Walkers                                      | Sonny Childe            |                 |
| 2016 | A megtévesztésen túl                 | Misconduct                                        | Doug Fields             | Horváth Illés   |
| 2016 | Pofázunk és végünk Miamiban          | Ride Along 2                                      | Troy                    | Horváth Illés   |
| 2016 |                                      | Everybody Wants Some!!                            | Finnegan                |                 |
| 2016 | A számolás joga                      | Hidden Figures                                    | John Glenn              | Bercsényi Péter |
| 2017 | Homokvár                             | Sand Castle                                       | Dylan Chutsky őrmester  |                 |
| 2018 |                                      | The Bad Guys                                      | Whit                    |                 |
| 2018 | Krumplihéjpite Irodalmi Társaság     | The Guernsey Literary and Potato Peel Pie Society | Mark Reynolds           |                 |
| 2018 | A szerelem asszisztensei             | Set It Up                                         | Charlie Young           |                 |
| 2022 | Apollo–10,5: Űrkorszaki gyerekkor    | Apollo 10 1⁄2: A Space Age Childhood              | Bostick (hangja)        | Zámbori Soma    |
| 2022 | Top Gun: Maverick                    | Top Gun: Maverick                                 | Jake "Hangman" Seresin  | Novkov Máté     |
| 2022 | Égi szolgálat                        | Devotion                                          | Tom Hudner              | Előd Álmos      |
| 2023 | A bérgyilkos, aki nem is volt        | Hit Man                                           | Gary Johnson            | Hajdu Tibor     |
| 2023 | Imádlak utálni                       | Anyone but You                                    | Ben                     | Hajdu Tibor     |
| 2024 | Twisters – Végzetes vihar            | Twisters                                          | Tyler Owens             | Brasch Bence    |
| 2025 | A menekülő ember                     | The Running Man                                   | Ben Richards            |                 |

### Televízió
| Év        | Magyar cím                       | Eredeti cím                    | Szerep                      | Megjegyzések                                                       |
| --------- | -------------------------------- | ------------------------------ | --------------------------- | ------------------------------------------------------------------ |
| 2003      |                                  | Endurance                      | önmaga (versenyző)          | 1 epizód                                                           |
| 2004      | Jack és Bobby                    | Jack & Bobby                   | Rich Wolf                   | 1 epizód                                                           |
| 2005      |                                  | Into the West                  | Jackson Wheeler             | 1 epizód                                                           |
| 2008      | Nyomtalanul                      | Without a Trace                | Brett Farnsworth            | 1 epizód                                                           |
| 2009      | CSI: Miami helyszínelők          | CSI: Miami                     | Logan Crawford              | 1 epizód                                                           |
| 2011      | Született detektívek             | Rizzoli & Isles                | Graham Randall              | 1 epizód                                                           |
| 2012      |                                  | The Lying Game                 | Gavin Turner                | 1 epizód                                                           |
| 2012      | NCIS – Tengerészeti helyszínelők | NCIS                           | Evan Westcott               | 2 epizód                                                           |
| 2015–2016 | Scream Queens – Gyilkos történet | Scream Queens                  | Chad Radwell                | - 16 epizód - főszereplő (1. évad) - visszatérő szereplő (2. évad) |
| 2017      | Éljen Julien király!             | All Hail King Julien           | Trent (hangja)              | 3 epizód                                                           |
| 2020      | Robotcsirke                      | Robot Chicken                  | több szereplő hangja        | 1 epizód                                                           |
| 2020–2021 | Jurassic World: Krétakori tábor  | Jurassic World Camp Cretaceous | Dave (hangja)               | - 9 epizód - magyar hangja: - Gacsal Ádám                          |
| 2023      | Rick és Morty                    | Rick and Morty                 | Kwyatt (hangja)             | 1 epizód                                                           |
| 2024      | Saturday Night Live              | Saturday Night Live            | önmaga                      | 1 epizód                                                           |
| 2024      | Family Guy                       | Family Guy                     | Patrick McCloskey (hangja)  | 1 epizód                                                           |
| 2025      |                                  | Chad Powers                    | Russ Holliday / Chad Powers | - főszereplő (8 epizód) - társalkotó, író és vezető producer       |

## Fordítás
- Ez a szócikk részben vagy egészben  a   Glen Powell című angol Wikipédia-szócikk ezen változatának fordításán alapul.  Az eredeti cikk szerkesztőit annak laptörténete sorolja fel. Ez a jelzés csupán a megfogalmazás eredetét és a szerzői jogokat jelzi, nem szolgál a cikkben szereplő információk forrásmegjelöléseként.